# 蕭寶嵩
蕭寶嵩（5世纪？—502年4月5日），字智靖，齊明帝蕭鸞第十子，母为殷贵嫔。封晋熙王。
永元二年（500年），出任冠军将军、丹阳尹。同年四月丙子（500年5月20日），改任持节、都督南徐、兖二州军事、南徐州刺史，冠军将军如故，由長史蕭琛代理州事。中兴元年（501年），改任中书令。
中兴二年三月辛丑（502年4月5日），梁王萧衍诛蕭寶嵩。

## 延伸阅读
[在维基数据编辑]
 《南齊書·卷50》，出自萧子显《南齊書》